# Мультипитч
Мультипитч (англ. multi-pitch) — скальный маршрут, разбитый на несколько вертикальных отрезков — питчей. Каждый питч обычно имеет свою индивидуальную категорию сложности, обозначаемую соответственно классификации маршрутов.
Скальный маршрут разбивают на питчи с целью:
- Организации надёжной страховки
- Смены ведущего в связке
- Подъёма оставленных на питче закладок и крючьев, использованных для организации промежуточных точек страховки прошедшего первым скалолаза в связке, для дальнейшего их использования на следующем питче
- Преодоления протяжённого скального маршрута (скальной стены), превышающего длину верёвки
- Использования оставленных предыдущими скалолазами надёжных страховочных мест с вбитыми крючьями

Между питчами ведущий скалолаз организовывает страховочную станцию, с которой осуществляет страховку проходящего следующий участок скального маршрута участника связки.
Прохождение мультипитча является разновидностью скалолазания в связках. За рубежом «мультипитчем» называют любые скальные маршруты протяжённостью более одной верёвки. На просторах СНГ этот новый термин в скалолазании означает, чаще всего, подготовленный для прохождения свободным лазанием скальный маршрут с организованными базами — станциями для организации страховки.
Популярные мультипитчи обычно имеют собственные имена, например, мультипитчи в Крыму: «Балалайка», «Голубая Волна», «Левый ромб», «Алина».